# Cutelaria

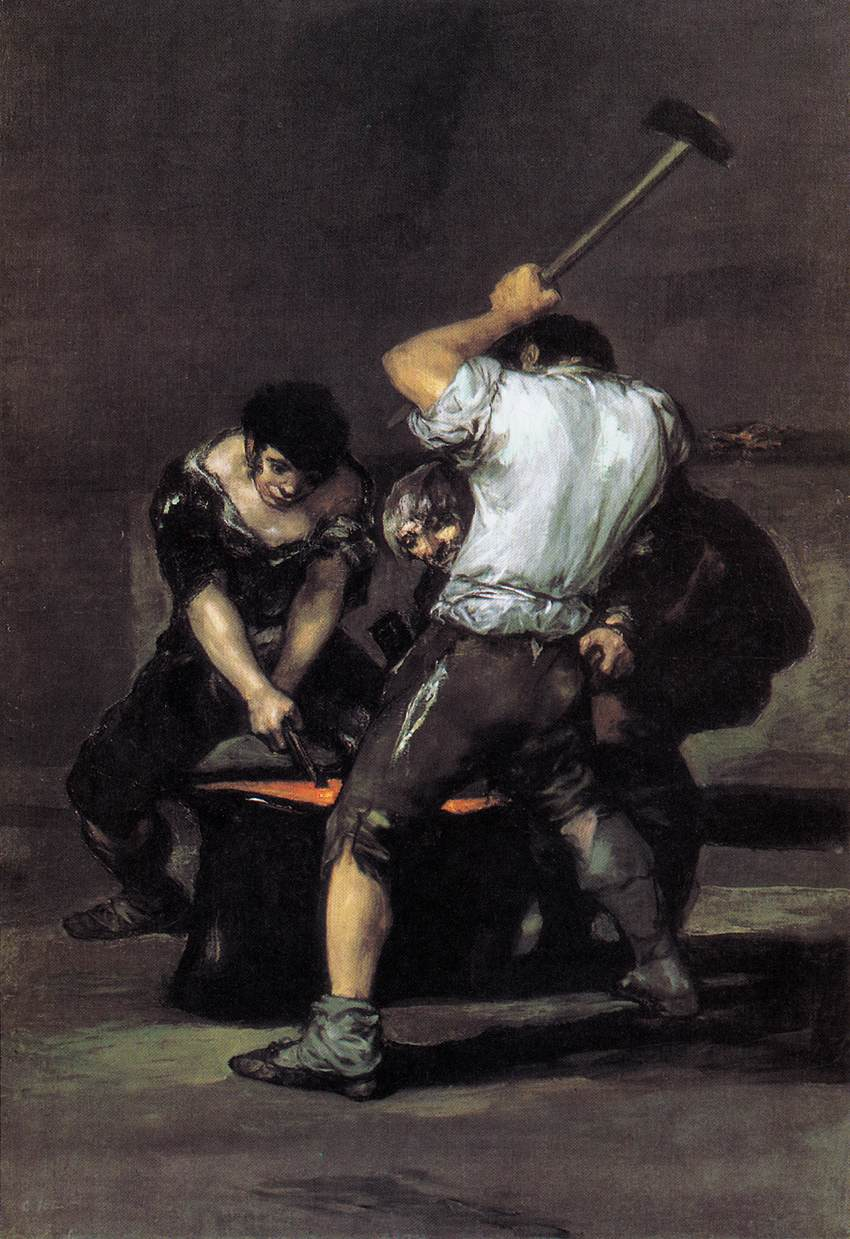
Forja por Goya

Cutelaria, armiaria ou armoaria é a arte ou ofício do cuteleiro ou cutileiro, armiário, armoário ou acerador, ou seja, a pessoa que fabrica ou vende instrumentos de corte. São produtos da cutelaria, portanto, espadas, adagas, facas, facões, machados, punhais, navalhas ou seja, todos utensílios metálicos de corte e/ou perfuração.

## Tipos

### Cutelaria artesanal
A definição empírica de cutelaria artesanal diz que se trata do ramo da cutelaria praticada principalmente com o esforço e a habilidade artística manual, sem grande auxílio de máquinas operantes senão no básico, sem a produção em larga escala, repetida ou de comando computadorizado. Há diversos cuteleiros artesãos no Brasil, que produzem material de excelente qualidade, sendo reconhecidos internacionalmente, a exemplo de Rodrigo Sfreddo, que em 2009 recebeu pela American Bladesmith Society o título de Master Smith, o primeiro da América Latina. Na ocasião, Sfreddo empatou duas de suas peças em primeiro lugar e foi premiado com o B.R. Hugues Award, concedido à melhor faca submetida a julgamento pelos aspirantes ao título.
Na cutelaria, como nas artes, a produção artesanal, mesmo quando diminuta, tem status de artigo de luxo, único, sendo que, contrariamente à indústria em geral, há uma tendência ao trabalho artesanal da parte da maioria dos cuteleiros nacionais atualmente, onde o avanço em maquinaria é visto com maus olhos ("a máquina não apresenta a qualidade e esmero que o artesão dedica").

### Cutelaria como manufatura artesanal
É a baseada em ações sequenciais para a confecção de uma lâmina, sendo feitas por vários artesãos cada qual com sua especialidade.

### Cutelaria como manufatura industrial
É a feita em ações sequenciais para a confecção de uma lâmina, sendo feitas por vários artesãos cada qual com sua especialidade.

### Cutelaria industrial
É a que atinge larga escala de produção, utilizando métodos e máquinas com automação e produção seriada.
No Brasil é possível encontrarmos algumas marcas famosas como a Corneta (de origem germânica), a Coqueiro (cujo logotipo é de origem belga),a Mundial e a Tramontina. Podemos também encontrar várias marcas portuguesas, um dos maiores produtores mundiais de cutelaria, com marcas como a Herdmar ou a Dalper.

## Cursos de cutelaria
Na Universidade de Brasília (UNB), existe um curso de extensão de cutelaria, denominado "Curso de Cutelaria Artesanal". É considerada como a segunda escola de cutelaria do mundo dentro de uma universidade federal. A iniciativa se deu após a cidade promover quatro edições do Salão de Cutelaria de Brasília, e é fruto da parceria estabelecida entre o Instituto de Artes da Universidade de Brasília (UnB) e a Sociedade Brasileira dos Cuteleiros.
Outra parceira de sucesso com a SBC é a da Cutelaria Corneta, através da Escola de Cutelaria Artesanal, onde o cuteleiro Ricardo Vilar tem ministrado cursos desde setembro de 2010.

## Galeria

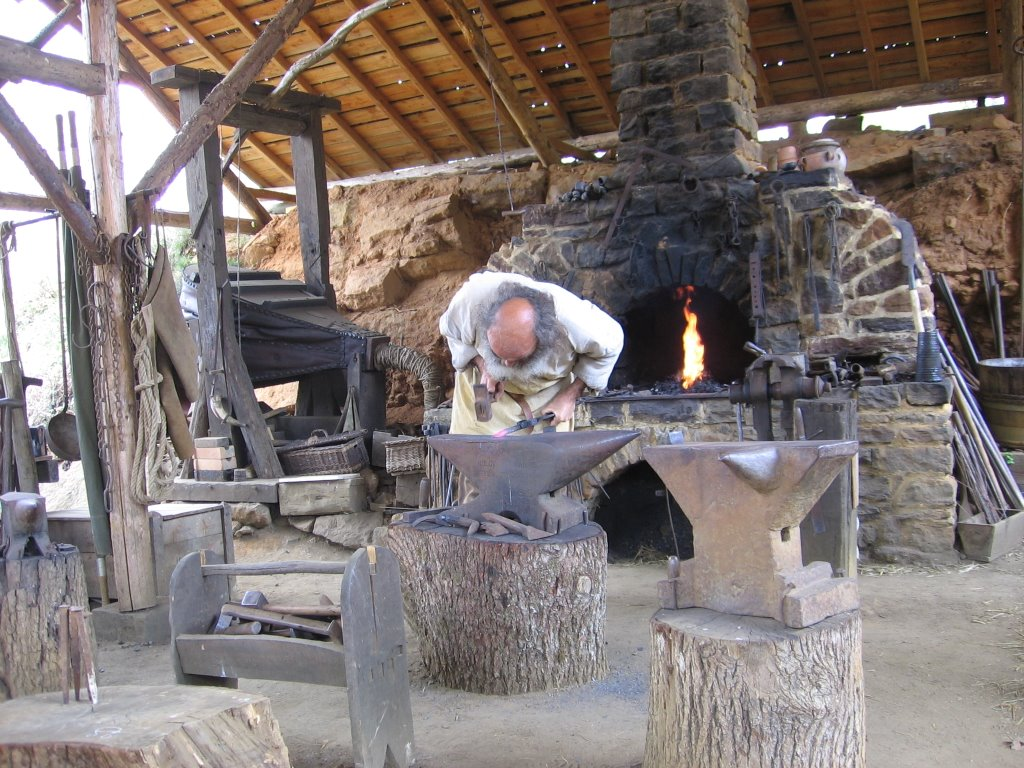
Oficina de ferreiro
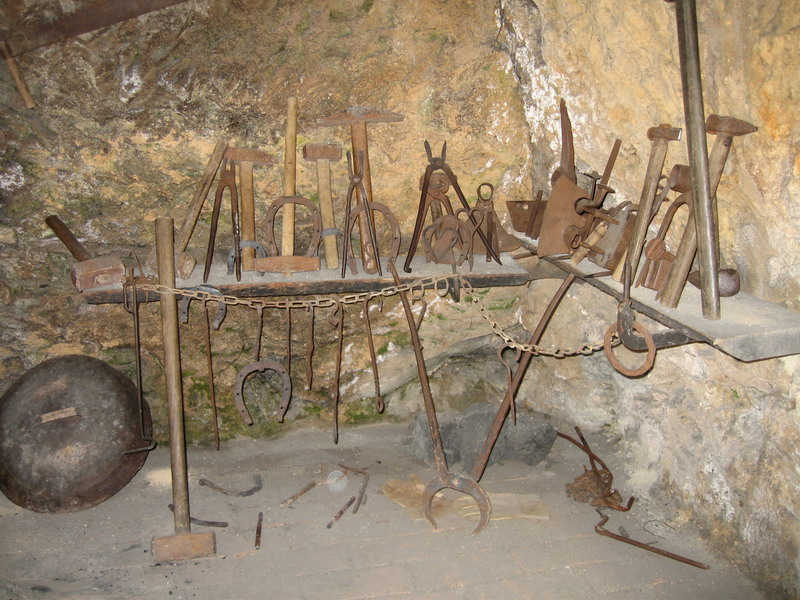
Instrumentos utilizados por ferreiros
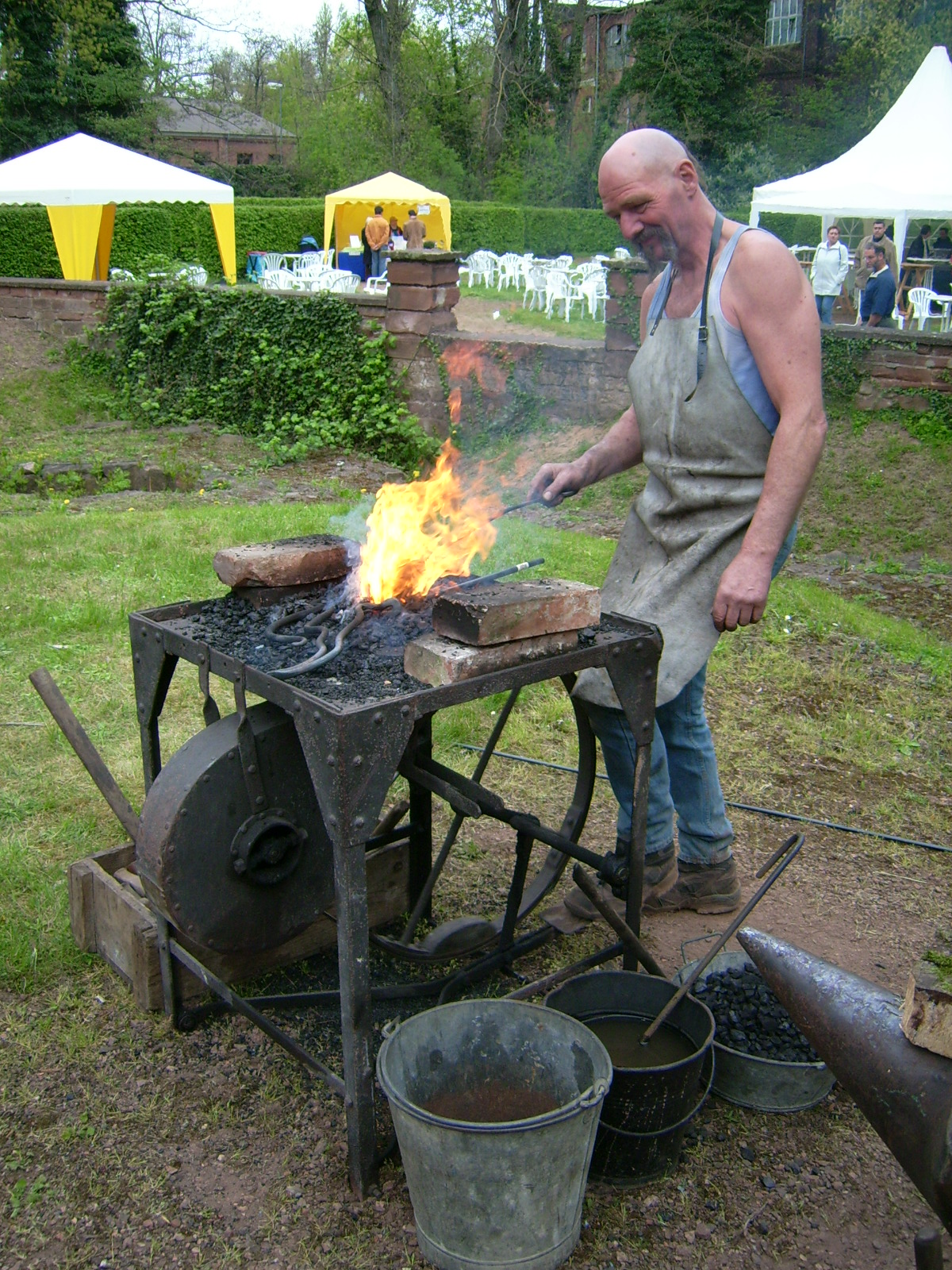
Um Cuteleiro (Ferreiro) trabalhando em sua Forja
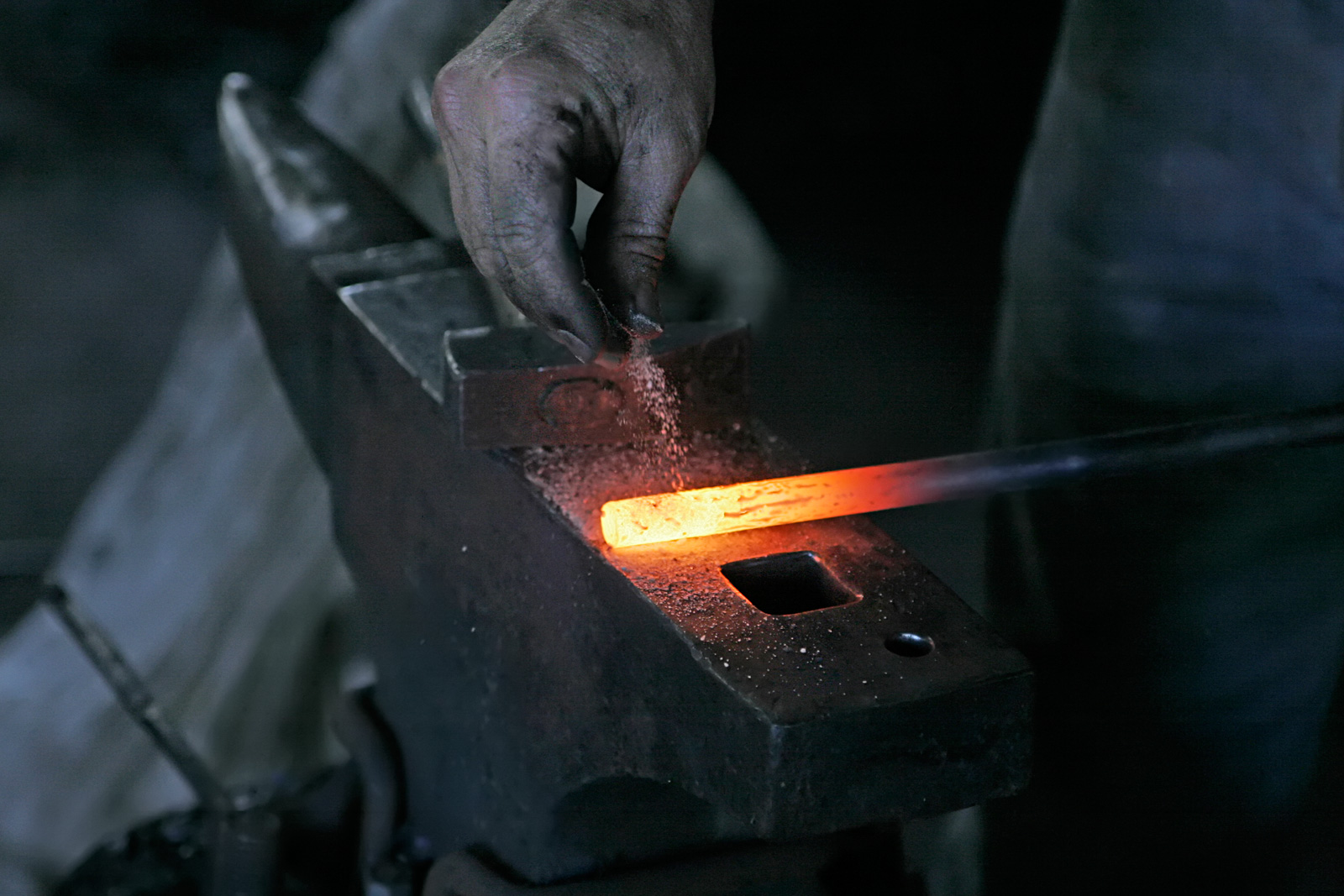
Bigorna
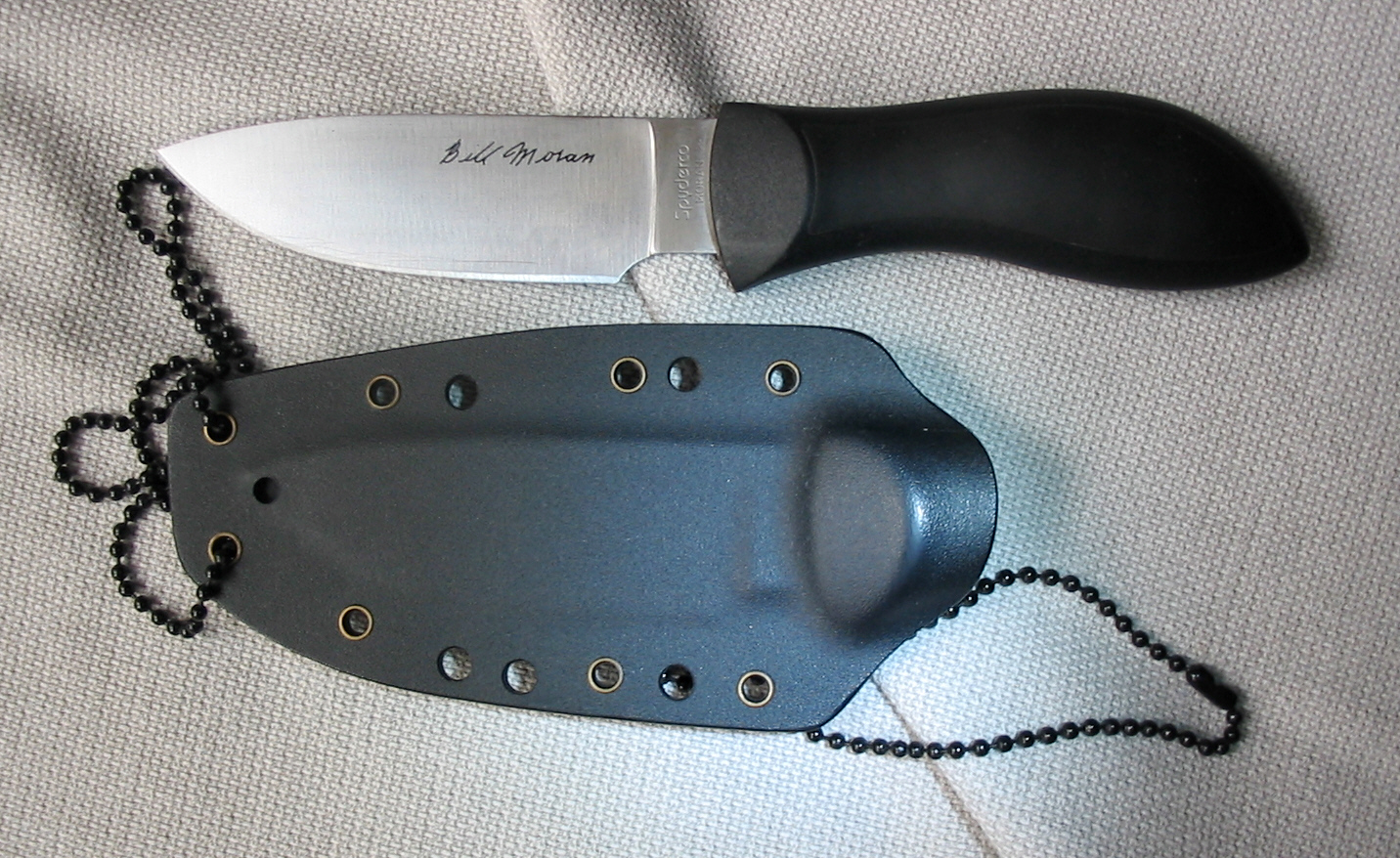
Faca Drop Point da Spyderco, desenhada por Bill Moran
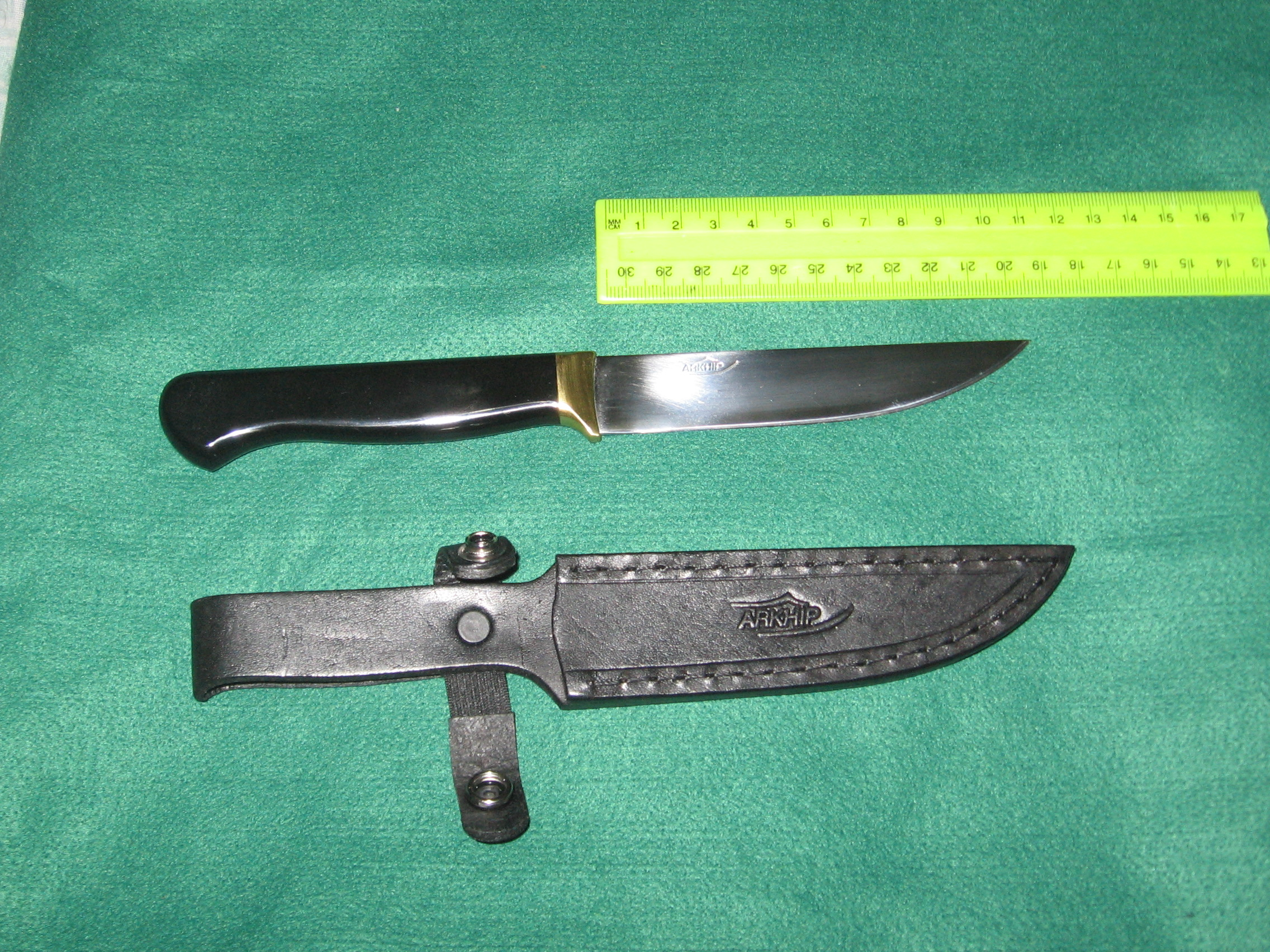
Faca Petit da Arkhip